# Sankt Margareten im Rosental
Sankt Margareten im Rosental is een gemeente in de Oostenrijkse deelstaat Karinthië, gelegen in het district Klagenfurt-Land. De gemeente heeft ongeveer 1100 inwoners.

## Geografie
Sankt Margareten im Rosental heeft een oppervlakte van 44,00 km². Het ligt in het zuiden van het land.

## Foto's

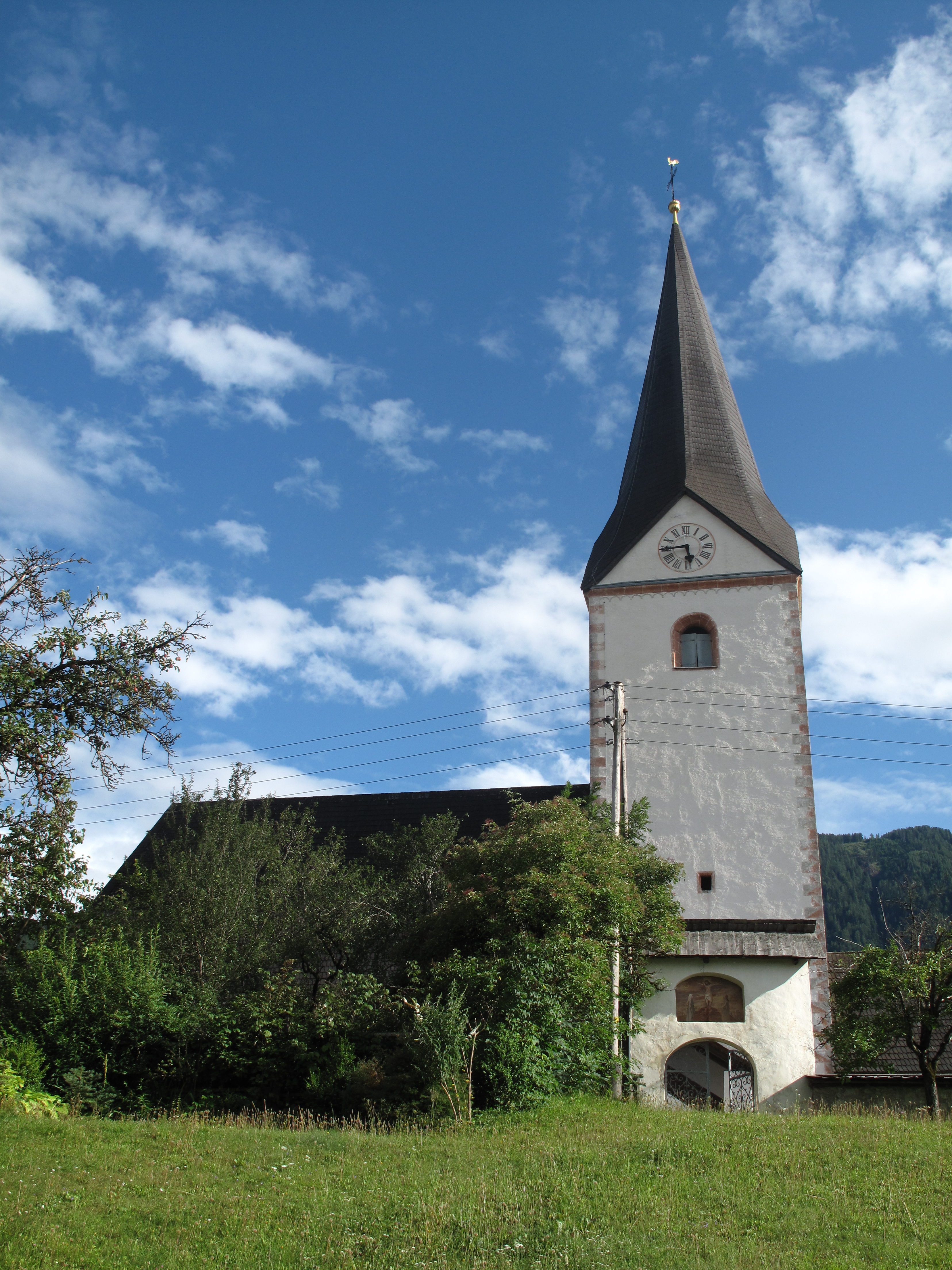
Sankt Margarethen im Rosental, kerk
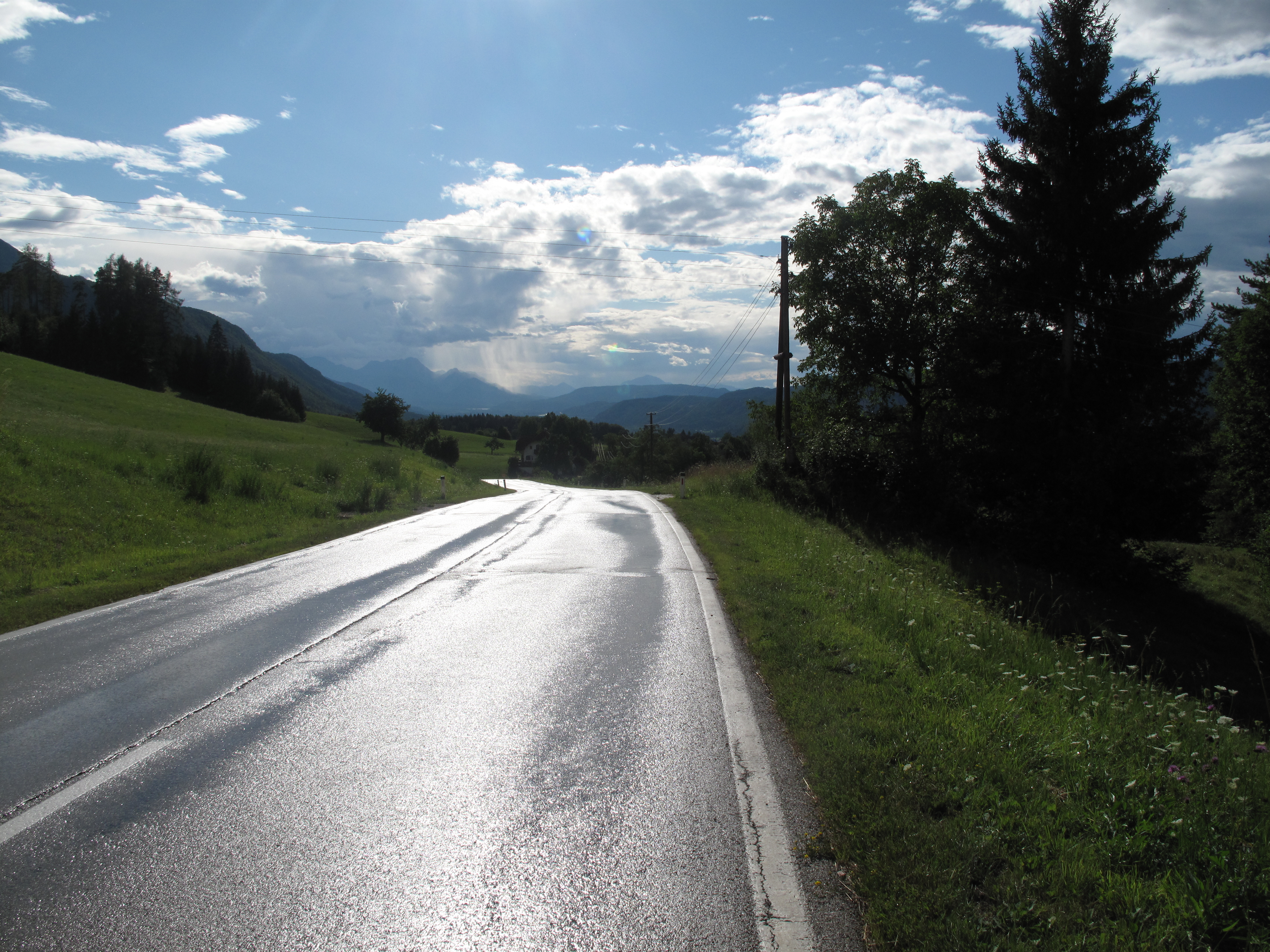
tussen Sankt Margarethen en Oberdörfl, panorama
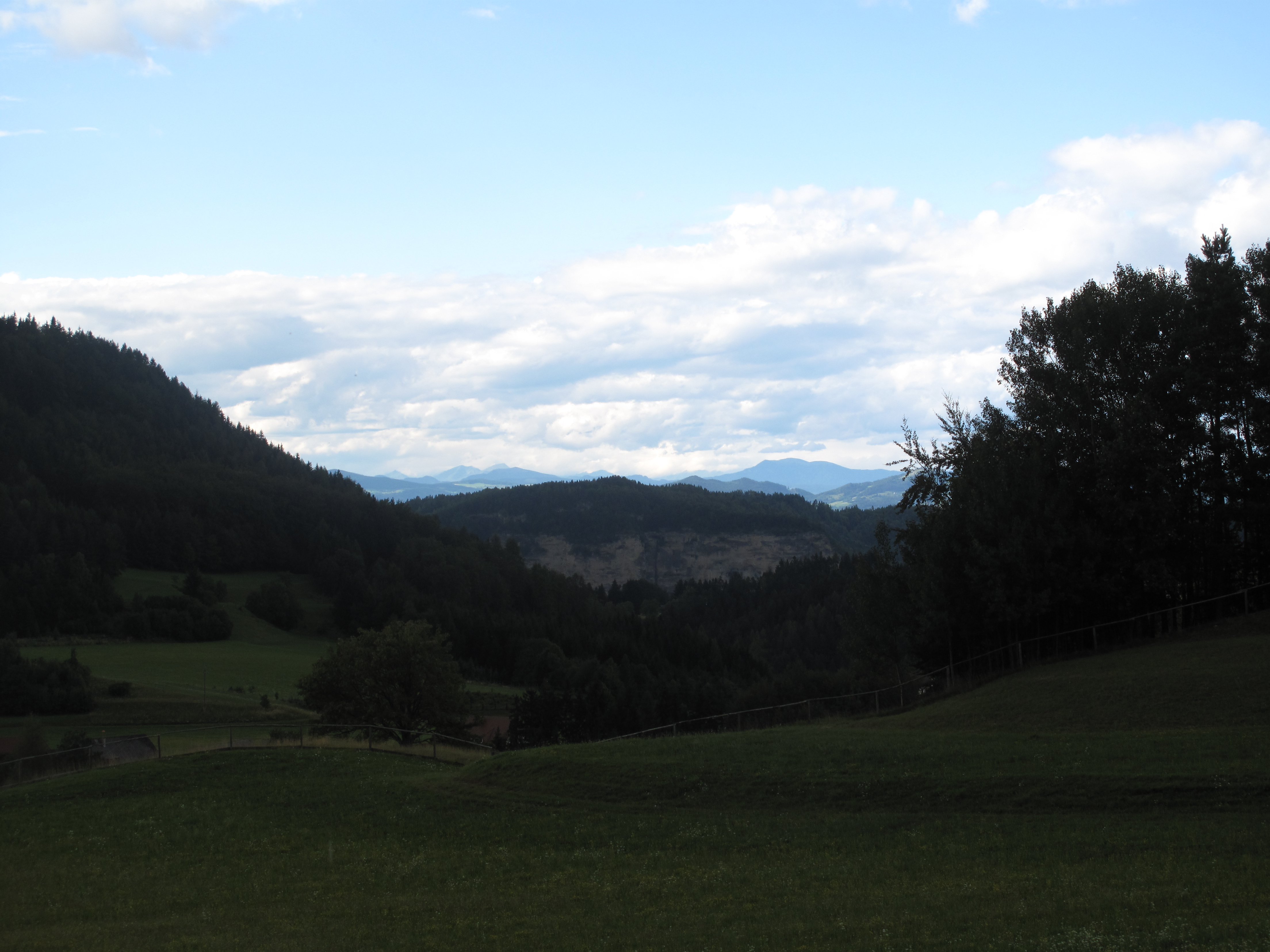
tussen Oberdörfl en Abtei, panorama

Ebenthal in Kärnten ·
Feistritz im Rosental ·
Ferlach ·
Grafenstein ·
Keutschach am See ·
Köttmannsdorf ·
Krumpendorf am Wörthersee ·
Ludmannsdorf ·
Magdalensberg ·
Maria Rain ·
Maria Saal ·
Maria Wörth ·
Moosburg ·
Poggersdorf ·
Pörtschach am Wörthersee ·
Sankt Margareten im Rosental ·
Schiefling am Wörthersee ·
Techelsberg am Wörther See ·
Zell
- Gemeinsame Normdatei: 7677615-3
- Virtual International Authority File: 148756774